# 1575 Winifred
1575 Winifred este un asteroid din centura principală, descoperit pe 20 aprilie 1950, de Goethe Link Observatory.